# Шевченково (Шевченковский сельский совет, Сахновщинский район)
Шевченково (укр. Шевченкове) — село,
Шевченковский сельский совет,
Сахновщинский район,
Харьковская область, Украина.
Код КОАТУУ — 6324887001. Население по переписи 2001 года составляет 854 (395/459 м/ж) человека.
Является административным центром Шевченковского сельского совета, в который, кроме того, входит село
Николаевка.

## Географическое положение
Село Шевченково находится на левом берегу безымянной речушки, которая через 9 км впадает в реку Богатая. На реке сделаны большие запруды.
На расстоянии в 1 км расположено село Германовка.
Рядом проходит автомобильная дорога Т-2120.

## История
- 1934 — дата основания.

## Название
В начале 1930-х годов в области прошла «волна» наименований значительной части населённых пунктов, в «революционные» названия — в честь Октябрьской революции, пролетариата, сов. власти, Кр. армии, социализма, Сов. Украины, деятелей «демократического движения» (Т. Шевченко) и новых праздников (1 мая и других) Это приводило к путанице, так как рядом могли оказаться сёла с одинаковыми новыми названиями — например, Первое, Второе и просто Шевченково.

## Экономика
- Молочно-товарная и свино-товарная ферма.

## Объекты социальной сферы
- Школа.
- Клуб.
- Фельдшерско-акушерский пункт.
- Детский сад.

## Достопримечательности
- Братская могила советских воинов. Похоронено 26 воинов.